# Розанова, Сусанна Абрамовна
Суса́нна Абра́мовна Розанова, урожд. Альтерман (10 марта 1912 или 1915, Либава, Курляндская губерния, Российская империя — 2002) — советский и российский литературовед.

## Биография
Окончила Ленинградский государственный университет (1937). Кандидат филологических наук.
Участница Великой Отечественной войны, лейтенант административной службы. Поступила на службу в 1942. Награждена орденами Отечественной войны I и II степени, орденом Красной Звезды, медалями «За отвагу», «За оборону Сталинграда», «За взятие Берлина», «За победу над Германией в Великой Отечественной войне 1941—1945 гг.». Член Союза писателей СССР (1976) и Союза писателей Москвы. Автор книг о Л. Н. Толстом.